# Кровецкий, Александр Владимирович
Александр Владимирович Кровецкий (бел. Аляксандр Уладзіміравіч Кравецкі; род. 2 октября 1996) — белорусский футболист, нападающий.

## Клубная карьера
Профессиональную карьеру начал в команде «Нафтан», где выступал за дубль. Перед сезоном 2016 начал тренироваться вместе с основной командой новополоцкого клуба. Дебютировал в Высшей лиге 29 апреля 2016 года, выйдя на замену в конце матча против солигорского «Шахтёра» (0:2).
В феврале 2017 года стало известно, что Кровецкий покинет «Нафтан». В начале 2018 года он перешёл в «Оршу», но сыграл всего три матча и в том же году покинул команду.

## Статистика
| Сезон | Дивизион | Клуб   | Страна        | Матчи | Голы |
| ----- | -------- | ------ | ------------- | ----- | ---- |
| 2014  | дубль    | Нафтан | Флаг Беларуси | 28    | 3    |
| 2015  | дубль    | Нафтан | Флаг Беларуси | 25    | 8    |
| 2016  | Д1       | Нафтан | Флаг Беларуси | 2     | 0    |
| 2018  | Д2       | Орша   | Флаг Беларуси | 3     | 0    |